# 池田輝録
池田 輝録（いけだ てるとし）は、江戸時代前期から中期にかけての大名。通称は主税。備中生坂藩初代藩主。

## 経歴
岡山藩主・池田光政の三男で庶子として誕生した。初名は熊沢政倫。
最初は岡山藩の重臣であった熊沢蕃山の養子となり、3000石を領した。後に池田姓に復し、寛文12年（1672年）に父・光政が隠居して兄・綱政が家督を継ぐと、綱政から1万5000石を分与されて、支藩である生坂藩を立藩した。
藩政においては名君で有名だった父に劣らず、文武両道の名君として家臣を大切にし、民政に尽くしたと高く評価されている。一方、生坂藩の藩庁が置かれた東雲院の記録によると、輝録が儒教を擁護したため、生坂の寺の住職、神社の神主らの多くが迫害を受けて、同地を出て行かざるを得なくなった。そして東雲院の住職は迫害に耐え、3年後に許されたと云われる。
元禄15年（1702年）から正徳3年（1713年）7月まで奏者番を勤め、同年11月26日に65歳で死去した。法名は霊樹院殿古巌全崇大居士。男子はすべて早世したので、養嗣子の政晴（綱政の孫）が跡を継いだ。

## 系譜
- 父：池田光政（1609年 - 1682年）
- 母：利清院 - 側室、和田伝右衛門の娘
- 養父：熊沢蕃山（1619年 - 1691年）
- 正室：浄円院 - 若原一成の娘
- 側室：広田氏
- 室：石原氏
  - 次男：池田輝廉（1687年 - 1706年） - 通仙院
- 養子
  - 男子：池田政晴（1704年 - 1748年） - 池田軌隆の長男